# Charles Doudelet
Charles Doudelet (Lilla, 8 febbraio 1861 – Gand, 7 gennaio 1938) è stato un incisore belga.

## Biografia
Frequenta corsi di scultura e di musica in Belgio. Fa parte poi del gruppo di pittori d'avanguardia, detto Les XX (I Venti), a Bruxelles. Si trasferisce prima a Parigi e successivamente in Italia, a Firenze. Qui conosce intellettuali e personalità del mondo della cultura, come Giuseppe Prezzolini, e Giovanni Papini, fondatori della Rivista Leonardo, alla quale Doudelet collabora per ciò che riguarda l'aspetto illustrativo.
Stabilitosi a Livorno, entra in contatto con l'ambiente artistico di quella città, che si riunisce assiduamente presso il Caffè Bardi. Conosce Gabriele Gabrielli, Benvenuto Benvenuti e quelli che saranno i futuri pittori del Gruppo Labronico, in particolare Renato Natali e Gino Romiti.
Trasmette loro le idee fondanti del gruppo esoterico della Rosacroce cattolica, fondato dal mistico francese Joséphin Péladan, dando anche consigli sulla scelta dei temi e delle situazioni da ritrarre nei quadri.
Con un editore locale pubblica poco dopo la fine della prima guerra mondiale una serie di litografie raccolte in un libro dal titolo di Guerra e pace, realizzato in onore del suo amico Maurice Maeterlinck, premio Nobel per la letteratura nel 1911.
Massone, è membro della loggia di Gand "La Liberté", del Grande Oriente del Belgio.
Collabora contemporaneamente con la rivista L'Eroica, di La Spezia. 
Partecipa nel 1922 alla Biennale di Venezia.
È attivo soprattutto come incisore, operando nell'illustrazione di riviste e di libri. 
Negli ultimi anni della sua vita, lascia l'Italia e fa ritorno in Belgio.